# Вашингтон, Лоуренс (1718—1752)
Лоуренс Вашингтон (англ. Lawrence Washington; 1718, Уэстморленд, Виргиния, Британская империя — июль 1752, Маунт-Вернон, Виргиния, Британская империя) — американский дворянин, военный и землевладелец, член виргинской палаты бюргеров, единокровный брат первого президента США, Джорджа Вашингтона. Выгодный брак позволил ему войти в круг высшего дворянства Виргинии, куда он ввёл и своего брата, который тем самым обрёл связи, недоступные для него иным путём.

## Ранние годы
Лоуренс Вашингтон был старшим сыном в семье землевладельца Огастина Вашингтона (1694—1743) и Джейн Батлер (1698—1728). Он был правнуком хартфордширского англичанина Джона Вашингтона (1631—1677), который переехал из Англии в Америку в начале 1657 года. Он был отправлен в Англию в школу Эпплеби в графстве Уэстморленд, где ранее обучался его отец. Огастин навещал его в 1729 году. В том же году умерла его мать и отец женился вторым браком на Мэри Болл (1708—1789), дочери военнослужащего в Виргинии Джозефа Болла (1649—1711) и его второй жены Мэри Джонсон Болл (1672—1721). Лоуренс вернулся в Виргинию в 1738 году (впервые встретив своего единокровного брата Джорджа Вашингтона, которому было 6 лет), и в том же году семья переехала в имение Ферри-Фарм около Фредериксберга. В 1739 году Лоуренс достиг совершеннолетия (возраста 21 год) и стал заключать первые земельные сделки.

## Военная карьера
В 1739 году Англия начала войну с Испанией, известную как Война за ухо Дженкинса. Было решено набрать контингент в 3000 человек в американских колониях, из которых 400 человек (4 роты) должна была выставить Вирджиния. Лоуренс заручился рекомендациями от влиятельных лиц и 17 июня 1740 года стал одним из четырёх человек, которым губернатор Вирджинии Уильям Гуч присвоил звание капитана. Рота Лоуренса стала частью полка, известного как «Американский полк Гуча» и в октябре 1740 года отправилась на Ямайку.
Лоуренс участвовал в экспедиции адмирала Эдварда Вернона к Картахене, во время которой его рота использовалась в качестве морской пехоты на корабле HMS Ranelagh. Во время неудачной для Англии осады Картахены этот корабль был флагманом флота Вернона, и рота не принимала непосредственного участия в боевых действиях на суше. Лоуренсу удалось избежать заболевания тропической лихорадкой, которая в те дни убила 90% американских военнослужащих. В конце 1742 года полк вернулся в Америку; уцелело всего 17 офицеров и 130 рядовых.

## Карьера землевладельца
12 апреля 1743 года умер его отец, Огастин Вашингтон, разделив свои владения на три части между Лоуренсом, Огастином Младшим и Джорджем. Лоуренсу досталась самая значительная часть: поместье Литл-Хантинг-Крик и доля в железоплавильном бизнесе. В те же дни он начал ухаживать за Анной Фэрфакс (1728—1761), дочерью аристократа Уильяма Фэрфакса (1691—1757), который был управляющим владений своего родственника Томаса Фэрфакса, 6-го лорда Кэмерона. В июле 1743 года они поженились.
В те же годы Лоуренс полностью перестроил усадьбу Литл-Хантинг-Крик, и переименовал её в Маунт-Вернон, в честь своего командира, адмирала Вернона.
Лоуренс полагал, что служба на флоте может дать наилучшие перспективы, и склонял своего брата Джорджа именно к этому роду деятельности. Джордж находился под большим влиянием Лоуренса, но против морской карьеры была его мать Мэри Болл и её родственники. Под их давлением Джордж Вашингтон был вынужден (в 1746 году) отказаться от морской службы и избрать карьеру землемера.
В 1742 года из округа Принс Уильям был выделен округ Фэрфакс. В 1744 году Лоуренс был избран депутатом от этого округа в вирджинскую Палату бюргеров. В 1747 году он вместе с другими крупными землевладельцами основал Компанию Огайо, членом которой стал и его брат Огастин. Для успешной колонизации долины Огайо он считал необходимым построить порт на реке Потомак, и активно отстаивал этот замысел на сессии Палаты Бюргеров 1748—1749 года.

## Семья
У Лоуренса и Анны было четыре ребёнка, но все они умерли в раннем возрасте:
- Джейн (1744—1745)
- Фэрфакс (1747—1747)
- Милдред (1748—1750)
- Сара (1750—1754)

Смерть Сары в 1754 году привела к проблемам, связанным с наследством, которые проистекали из нечёткости завещания Огастина Лоуренса. В декабре 1754 года родственники договорились о распределении собственности Лоуренса. Вследствие этих переговоров вдова Лоуренса осталась владельцем усадьбы Маунт-Вернон, но сдала её в аренду Джорджу Вашингтону.

### Статьи
- Charles C. Wall. Notes on the Early History of Mount Vernon (англ.) // The William and Mary Quarterly. — Omohundro Institute of Early American History and Culture, 1945. — Vol. 2, iss. 2. — P. 173-190. — doi:10.2307/1923518.